# گریگوریفکا (شهرستان شارانسکی، باشقیرستان)
گریگوریفکا (انگلیسی: Grigoryevka, Sharansky District, Republic of Bashkortostan) یک شهرک در شهرستان شارانسکی استان باشقیرستان کشور روسیه است.